# Benque-Dessous-et-Dessus
Benque-Dessous-et-Dessus (em occitano:  Benque) é uma comuna francesa na região administrativa da Occitânia, no departamento do Alto Garona. Estende-se por uma área de 3.72 km², com 26 habitantes, segundo o censo de 2018, com uma densidade de 7.0 hab/km².